# Carbapenemă
Carbapenemele alcătuiesc o clasă de antibiotice beta-lactamice cu spectru ultra-larg de activitate, rezistente la majoritatea beta-lactamazelor și utilizate în tratamentul unor infecții bacteriene complicate. Aceste antibiotice sunt considerate „de rezervă” pentru acele infecții care sunt cauzate de tulpini bacteriene multidrug-rezistente (MDR). La fel ca celelalte clase de beta-lactamine antimicrobiene, carbapenemele își manifestă activitatea prin inhibarea sintezei peretelui celular bacterian, având totuși un spectru mult mai larg.
Carbapenemele au fost dezvoltate la început de către Merck & Co. folosind ca model structural molecula tienamicinei, un antibiotic natural obținut din specia Streptomyces cattleya. În ultimii ani s-au raportat cazuri multiple de creștere a rezistenței agenților patogeni la carbapeneme, iar problema provine din faptul că sunt disponibile puține alterantive terapeutice la tratamentul infecțiilor cauzate de bacterii rezistente la carbapeneme (precum sunt Klebsiella pneumoniae și alte specii de Enterobacteriaceae rezistente, producătoare de carbapenemaze).